# 波皮夫齊 (利維夫州)
49°57′37″N 25°22′58″E / 49.96028°N 25.38278°E
波皮夫齊（羅馬化：Popivtsi）是烏克蘭西部的村莊，隸屬利維夫州的佐洛奇夫區。該村始建於1515年，面積2.12平方公里，海拔高度249米，2001年人口477，人口密度每平方公里224.89人。